# Liste lateinischer Phrasen/R

## Rara

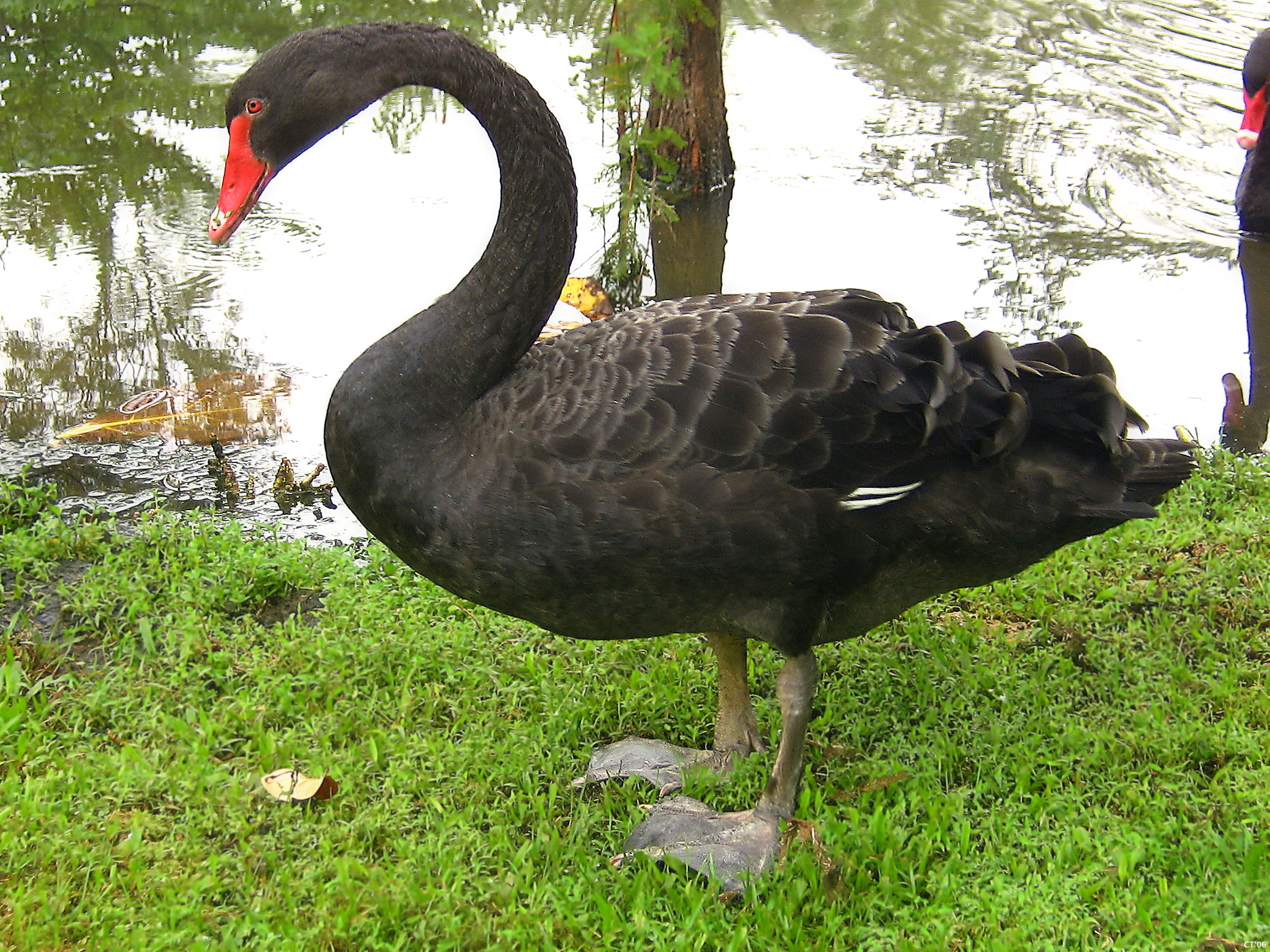
Rara avis: Schwarzschwan

Rara avis
„Seltener Vogel“ – Etwas Ungewöhnliches oder Besonderes – Aus Juvenals Satiren (VI, 165):
„rara avis in terris nigroque simillima cycno“ – „ein seltener Vogel auf Erden und ganz wie ein schwarzer Schwan“
Angeblich ursprünglich nach Herodot auf den Phönix bezogen, später für eine ausgefallene Person oder Sache verwendet. Bei Horaz ist der seltene Vogel ein gebratener Pfau.
Rara iuvant.
„Seltenes gefällt.“ – Aus den Epigrammen des Dichters Martial (IV, 29, 5).
Rara temporum felicitas, ubi quae velis sentire et quae sentias dicere licet.
„Seltenes Glück der Zeiten, wo du denken darfst, was du willst, und sagen, was du denkst!“ – Motto von A Treatise of Human Nature von David Hume nach Tacitus Historien I,1. Dort: „rara temporum felicitate ubi sentire quae velis et quae sentias dicere licet“ („… im seltenen Glück der Zeiten, wo man denken darf, was man will, und sagen, was man denkt.“)
Rara sunt cara.
„Seltenes ist teuer“

## Rari
Rari quippe boni.
„Selten freilich sind gute (Menschen).“ – Aus den Saturae des Dichters Juvenal.

## Rarum
Rarum esse oportet, quod diu carum velis.
„Was lange wertvoll sein soll, muss auch selten sein.“ – Zitat aus den Werken des Dichters Publilius Syrus.

## Ratio
Ratio decidendi
„der eigentlich tragende Grund einer (Gerichts-)Entscheidung“
Ratio essendi
„Seinsgrund“
Ratio cognoscendi
„Erkenntnisgrund“
Ratio fatum vincere nulla potest.
„Keine Vernunft kann das Schicksal besiegen.“ – Ovid, Tristia 3.6.18.
Ratio legis
„Sinn des Gesetzes“
Ratio praeteriti scire futura facit.
„Die Erwägung der Vergangenheit lässt die Zukunft erkennen.“

## Rebus
Rebus sic stantibus
„Wenn die Dinge so bleiben“ – „Solange die Dinge unverändert bleiben“, Vorbehalt der Änderung eines Vertrages („clausula rebus sic stantibus“), wenn die Umstände so bleiben, ist die Einhaltung des Vertrags zumutbar.

## Recte
recte
„richtig, richtigerweise“ – wird mit folgendem Doppelpunkt zur Einleitung einer Richtigstellung verwendet, etwa bei Euphemismen oder dem Zitat von Falschbezeichnungen.
Recte faciendo neminem timeas.
„Tue recht und scheue niemand.“ – Münzinschrift auf dem Wahrheitstaler (1597/1598)
Recte facti fecisse merces.
„Der Lohn für die richtige Tat ist, sie getan zu haben.“ – Seneca, Epistulae morales 81,19.
Denn „virtutum omnium pretium in ipsis est“ („aller Tugenden Lohn liegt in ihnen selbst“). [Ebendort]

## Redde
Redde mihi milliones!
„Gib die Millionen zurück!“ – Dieser Satz kommt in einem satirischen Epigramm Grillparzers aus dem Jahr 1838 vor:
Als unser großer Staatsmann nun verstand

Sein Schoßkind sei verlustig doch des Thrones,

Rief er, den Kopf wider die Wand:

„Carlos, redde mihi milliones.“
Der Dichter bezog sich dabei nach der Niederlage der Carlisten bei Valladolid im Ersten Carlistenkrieg (1833–1840) auf den berühmten Ausspruch des Kaisers Augustus nach der Niederlage im Teutoburger Wald („Vare, redde legiones meas!“ – „Varus, gib meine Legionen zurück!“) und auf die Hilfszahlungen Metternichs.

## Redeo
Redeo […] inhumanior, quia inter homines fui.
„Ich kehre […] unmenschlicher zurück, weil ich unter Menschen war.“ – Seneca

## Redire
Redire in viam
„Auf den (rechten) Weg zurückkehren.“ – Das Diktum ist ein umformulierter Ausdruck aus der Komödie Andria (V. 190) des Publius Terentius Afer.

## Reductio
Reductio ad absurdum
„Rückführung ins Absurde“ – Eine Beweistechnik, bei der eine These widerlegt wird, indem gezeigt wird, dass ihre Konsequenzen unsinnig sind; häufig in der Mathematik und Philosophie.
Reductio ad Hitlerum
„Rückführung auf Hitler“ – Nach Leo Strauss ein Scheinargument, das sich der extremen Negativität Hitlers bedient. Seine allgemeine Form ist: „Hitler war A, deshalb ist A schlecht.“ Beispiel: „Hitler hat gerne Wagner gehört, deshalb ist es schlecht, Wagner zu hören.“ Variante des Argumentum ad hominem.

## Reformatio
Reformatio in peius
„Veränderung zum Schlechteren“ – Verbot der reformatio in peius: Rechtsgrundsatz, nach dem jemand in der nächsten Instanz nicht schwerer verurteilt werden kann, wenn er (aber nicht der Ankläger) in Berufung oder Revision gegangen ist.

## Regina

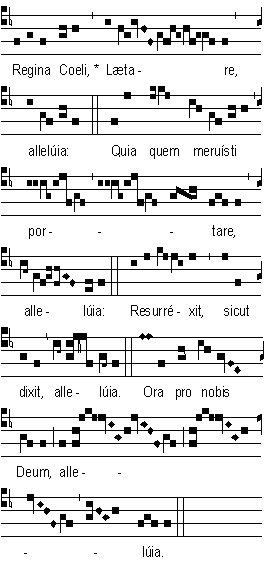
Regina Caeli, hier mit Variante Coeli

Regina regit colorem
„Die Dame führt die Farbe (des Feldes)“ – Schachregel über die Anfangsposition einer Figur: „schwarze Dame, schwarzes Feld – weiße Dame, weißes Feld“.
Regina caeli
„Himmelskönigin“: Das Regina caeli ist eine marianische Antiphon, die in der Osterzeit gesungen wird:
Regina caeli, laetare, alleluia.

Quia quem meruisti portare, alleluia,

Resurrexit, sicut dixit, alleluia.
O Himmelskönigin, frohlocke, Halleluja.

Denn er, den du zu tragen würdig warst, Halleluja,

ist erstanden, wie er sagte, Halleluja,

## Regnat
Regnat populus.
„Das Volk herrscht.“ – Motto des US-Bundesstaates Arkansas.

## Regnum
Regnum Christi
„Reich Christi“ – Eine apostolische Bewegung in der katholischen Kirche
Regnum meum non est de mundo hoc.
„Mein Reich ist nicht von dieser Welt.“ – Aussage Jesu laut Evangelium nach Johannes 18,36.
Regnum tuum
„Dein Reich“ – Gemeint ist damit das Reich Gottes, wie es im Vaterunser erbeten wird:
„Adveniat regnum tuum.“ – „Dein Reich komme.“

## Relata
Relata refero
„Ich berichte Berichtetes.“ – Lateinische Wiedergabe einer formelhaften Wendung aus den Historien des Herodot, mit der angegeben wird, dass man das Berichtete nur durch Hörensagen, nicht aus persönlichem Erleben weiß.

## Rem
Rem acu tetigisti.
„Du hast die Sache mit der Nadel berührt.“ – Du hast es genau getroffen. (Plautus, Rudens, 1306)
Rem involutam emere
„Eine eingewickelte Sache kaufen“ – Die Katze im Sack kaufen.
Rem tene, verba sequentur.
„Halte dich an die Sache, die Worte werden dann schon folgen“ – Zitat aus den Werken des Historikers, Schriftstellers und Staatsmanns Marcus Porcius Cato.

## Remota
Remota itaque iustitia quid sunt regna nisi magna latrocinia?
“Nimm die Gerechtigkeit weg – was ist dann ein Staat noch anderes als eine große Räuberbande?” – Augustinus (De civitate Dei, IV, 4, 1)

## Repetitio
Repetitio est mater studiorum.
„Wiederholung ist die Mutter der Studien.“ – Vergleiche Wiederholung als Lernmethode.

## Requiem
Requiem aeternam dona eis, Domine.
„Ewige Ruhe schenke ihnen, o Herr!“ – Das Requiem ist die Messfeier für Verstorbene (auch „Missa pro defunctis“). Das Wort bezeichnet sowohl den Ritus der Begräbnismesse nach der katholischen Liturgie als auch kirchenmusikalische Kompositionen für das Totengedenken. Die Bezeichnung ist abgeleitet vom ersten Wort des Introitus:
„Requiem aeternam dona eis, Domine, et lux perpetua luceat eis.“
„Herr, gib ihnen die ewige Ruhe, und das ewige Licht leuchte ihnen.“

## Requiescat

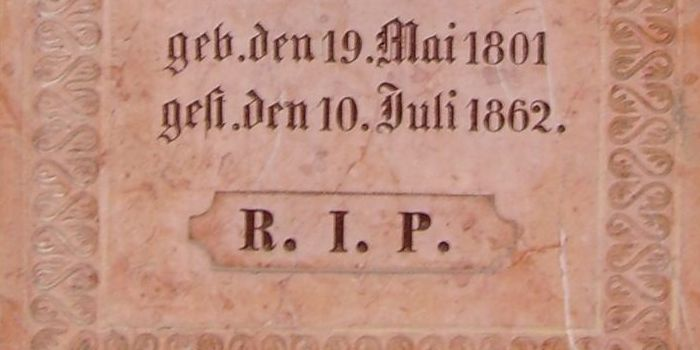
R. I. P. an einem Grabstein auf dem Salzburger Sebastiansfriedhof

Requiescat in pace. (R. I. P.)
„Er/sie ruhe in Frieden.“ – Totensegen; oft auf Grabsteinen. Als Ursprung dieser Grabsteininschrift wird meist Psalm 4, 9 in der lateinischen Vulgata-Übersetzung angegeben:
„in pace in idipsum dormiam et requiescam“.

## Rerum
Rerum cognoscere causas
„Die Ursachen der Dinge erkennen“ oder „den Dingen auf den Grund gehen“ – Vergil, Georgica 2,490.
Seit 1946 Motto der Berliner Tageszeitung Der Tagesspiegel.
Rerum vera vocabula
„Die wahren Bezeichnungen der Dinge“

## Res
Res accessoria
„Nebensache“ – Im juristischen Sinn die zu einer anderen, der Hauptsache, in einem untergeordneten Verhältnis stehende Sache.
Res ad triarios venit.
„Die Sache kommt zu den Triariern.“ – Jetzt kommen die erfahrensten Kämpfer an die Reihe. Die Triarier waren die Elite der römischen Legion. „Jetzt müssen die Triarier kämpfen“ bedeutet, dass die letzten Reserven mobilisiert werden müssen.
Res inter alios acta
„Eine zwischen Anderen ausgeführte Sache“ – Römischer Rechtsgrundsatz, wonach das Handeln Anderer einen weder berechtigt noch verpflichtet.
Res ipsa loquitur.
„Die Sache spricht für sich selbst.“
Res iudicata
„Eine beurteilte Sache“ – Etwas, das bereits gerichtlich entschieden wurde (und deshalb nicht erneut diskutiert werden soll).
Res non verba
„Taten statt Worte“ – „Beurteile einen Menschen lieber nach seinen Handlungen als nach seinen Worten; denn viele handeln schlecht und sprechen vortrefflich.“ Matthias Claudius
Res nullius
„Niemandes Gut“ – Herrenloses Gut
Res publica
„Öffentliche Sache“ – Staat, Gemeinwesen. Die klassische Definition von Cicero lautet:
„Est igitur res publica res populi, populus autem non omnis hominum coetus quoquo modo congregatus, sed coetus multitudinis iuris consensu et utilitatis communione sociatus.“
„Es ist also das Gemeinwesen die Sache des Volkes, Volk ist aber nicht jede Vereinigung von Menschen, die auf irgendeine Weise zusammengewürfelt wurde, sondern die Vereinigung einer Menge, die sich aufgrund einer Übereinstimmung des Rechts und einer Gemeinsamkeit des Nutzens verbunden hat.“
Davon abgeleitet ist das Wort Republik, eine Staatsform, die im Lateinischen libera res publica (Freistaat) heißt.

## Reservatio
Reservatio mentalis
„Gedachter Vorbehalt“ – Unausgesprochener innerer Vorbehalt gegen einen Eid

## Respice
Respice finem.
„Bedenke das Ende.“ – Kurzform des bekannten Zitats „Quidquid agis, prudenter agas et respice finem“, das letzten Endes vermutlich auf griechische Vorbilder zurückgeht.
Die Kurzform erinnert sehr an das Memento mori, die Langform ist aber mehrdeutig.

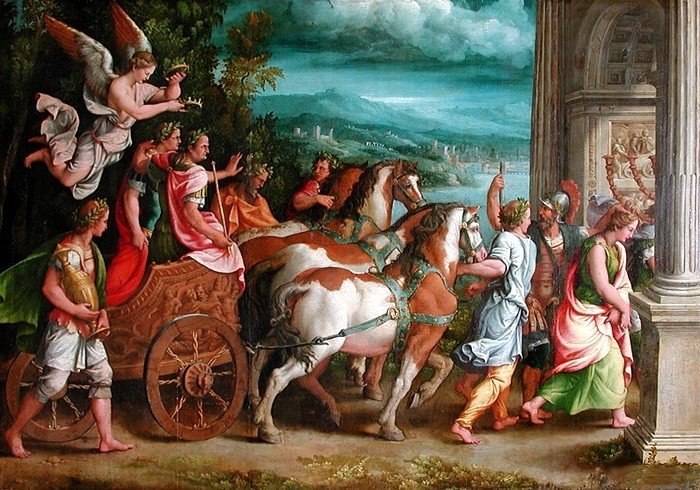
Giulio Romano – Triumphzug von Titus und Vespasian (ca. 1540): Hier hält ein Engel die Lorbeerkränze.

Respice post te, hominem te esse memento.
„Schau hinter dich; bedenke, dass du ein Mensch bist!“ – Der frühchristliche Schriftsteller Tertullian berichtet, dass der Staatssklave, der den Lorbeerkranz bei Triumphzügen über das Haupt des Triumphators hielt, diesem diese Worte ins Ohr zu flüstern hatte.

## Restat
Restat iter caeli; caelo tentabimus ire.
„Es bleibt der Weg durch den Himmel, am Himmel werden wir (weg) zu gehen versuchen.“ – Dädalus erklärt seinem Sohn Ikarus den letzten verbleibenden Fluchtweg. Zitat aus den Werken des Dichters Ovid.

## Rex
Rex datur propter regnum, non regnum propter regem.
„Der König ist für das Königreich da, nicht das Königreich für den König.“
Rex legibus absolutus est.
„Der König ist frei vom Gesetz.“ – siehe Legibus solutus.
Rex regnat, sed non gubernat.
„Der König herrscht, aber er regiert nicht.“ – Dieser Satz charakterisiert ein Regierungssystem, in welchem der König zwar der Herrscher ist, das Regieren im Einzelnen aber den Ministern zugewiesen ist, z. B. in der Zeit des Bürgerkönigtums in Frankreich.

## Ridendo
Ridendo corrigo mores.
„Durch Lachen berichtige ich die Sitten.“

## Ridentem
Ridentem dicere verum
„Lachend die Wahrheit sagen“ – Horaz, Satire 1,1,24.
Im Zusammenhang: „ridentem dicere verum quid vetat?“ –  „Die Wahrheit lachend vorzutragen – was spricht dagegen?“ Horaz rechtfertigt damit seine Art der satirischen Dichtung, nämlich unter Verzicht auf persönliche Bloßstellung allgemein menschliches Fehlverhalten zu karikieren.
Oft auch abgewandelt zitiert: „ridendo dicere verum“: „lachend die Wahrheit sagen.“

## Rideo

Wappen der Stadt Rom: SPQR

Rideo Quia Papa Sum.
„Ich lache, weil ich Papst bin.“ – Die Anfangsbuchstaben ergeben zusammen RQPS. Schon im 17. Jahrhundert bekannte Verballhornung des rückwärts gelesenen S. P. Q. R.

## Rigor
Rigor mortis
„Totenstarre“ – die nach dem Tod (post mortem) eintretende Erstarrung der Muskulatur

## Rigorosum
Rigorosum
„Das Strenge“ – Eine Form der mündlichen Promotionsprüfung an einer Hochschule. Es ist aus der Bezeichnung „examen rigorosum“ abgeleitet.

## Risus
Risus augurum
„das Lachen/Lächeln der Auguren“
Die Redewendung geht auf Cato den Älteren zurück, dessen Ausspruch Cicero (de divinatione 2,24,51) überliefert:
„Vetus autem illud Catonis admodum scitum est, qui mirari se aiebat, quod non rideret haruspex, haruspicem cum vidisset.“ „Gut bekannt ist jenes Dictum Catos, er wundere sich, dass ein Wahrsagepriester nicht lacht, wenn er einen anderen Wahrsagepriester sieht.“
Siehe auch Miror, quod non ridet haruspex, haruspicem qui videt.
Risus Chius
„Chiisches Lachen“ – Leichtsinniges und mutwilliges Lachen der Bewohner der Insel Chios, deren Sitten in der alten Komödie in keinem guten Ruf standen.
Risus Ionicus
„Ionisches Lachen“ – Lachen von Weichlingen und Vergnügungssüchtigen in Ionien, einer Landschaft an der Westküste Kleinasiens.
Risus Megaricus
„Megarisches Lachen“ – Scherzreden der griechischen Megarer, die eher einen Freund als einen Witz opferten.
Risus paschalis
Das Osterlachen – Mittelalterlicher und frühneuzeitlicher Brauch der Prediger, die Zuhörer nach dem Ernst der Fastenzeit zum Lachen zu bringen. Reformatoren und Aufklärer kämpften dagegen, schließlich wegen allzu deftiger Späße die Kirche selbst, so dass der Brauch im 18./19. Jahrhundert außer Übung geriet.
Risus Sardonicus
„Sardonisches Lachen“ – Das Lachen bei einem großen Unglücksfall oder bei Freveltaten. Bei der Urbevölkerung Sardiniens (Sardoni) soll die Sitte bestanden haben, ihre siebzig Jahre alten Eltern zu opfern und die Feier mit krampfartigem Gelächter zu begleiten, an dem die Seele unbeteiligt war. Heutige Bedeutung: von Krämpfen scheinbar zum Lachen verzerrte Gesichtszüge als Symptom bei einer Infektion mit dem Erreger von Tetanus (Wundstarrkrampf) oder bei Strychnin-Vergiftungen.
Risum teneatis, amici
„Könntet ihr euch des Lachens erwehren, Freunde?“ (Horaz, Ars poetica 5) – Bei der Wiedergabe absurder Vorstellungen, auch gebraucht im Sinne von „Hütet euch zu lachen!“

## Rixantur
Rixantur de lana caprina.
„Sie streiten sich um Ziegenwolle.“ – Um etwas Sinnloses streiten. Vgl. die deutsche Redewendung „um des Kaisers Bart streiten“.

## Roma
Roma aeterna
„Das ewige Rom“ – Vom Genitiv in den Nominativ zurückdekliniert, aus einem Gedicht von Tibull (Elegiae 2,5,23–24):
„Romulus aeternae nondum formaverat urbis / moenia […].“ – „Noch hatte Romulus nicht die Mauern der ewigen Stadt (Rom) erbaut.“
Dies ist die älteste nachweisbare Bezeichnung Roms als Ewige Stadt.
Roma caput mundi regit orbis frena rotundi.
„Rom, die Hauptstadt der Welt, lenkt die Zügel des Erdkreises.“ – Umschrift auf vielen Rombildsiegeln, ein leoninischer Hexameter.
Roma locuta, causa finita.
„Rom hat gesprochen, der Fall ist beendet“ – Innerhalb der römisch-katholischen Kirche geprägter Ausdruck, um die Endgültigkeit einer Entscheidung zu unterstreichen. In den Schriften des Kirchenlehrers Augustinus findet sich die Formulierung „Iam enim de hac causa duo concilia missa sunt ad Sedem Apostolicam: inde etiam rescripta venerunt. Causa finita est: utinam aliquando finiatur error“ (Sermo 131,10 – „In diesem Fall wurden schon zwei Konzilsschreiben an den Apostolischen Stuhl geschickt. Es kamen von dort sogar Antwortschreiben. Der Fall ist erledigt: möge der Irrtum endlich ein Ende haben!“), nicht aber die erst im 18. Jhdt. aufgekommene prägnante Formel, in der Rom metonymisch für die höchste kirchliche Autorität steht. Diese geht womöglich auf das  satirische Gedicht Philotanus, ou l’Histoire de la constitution Unigenitus Jean-Baptiste de Grécourts (1683–1743) zurück, in dem es im frz. Original heißt: "Rome a parlé, l'affaire est terminée". Von diesem Gedicht erschien 1747 auch eine lat. Fassung, in der die betreffende Zeile „Roma locuta est, hoc satis“ („Rom hat gesprochen, das reicht“) lautet.
Roma uno die non est condita.
„Rom wurde (auch) nicht an einem Tage erbaut.“ – Aus: Li Proverbe au Vilain. Die Sprichwörter des gemeinen Mannes. Ca. 1190.

## Romam
Romam cuncta undique atrocia atque pudenda confluunt celebranturque.
„Nach Rom fließt von überall her alles Schreckliche und Schändliche zusammen und wird gefeiert.“ – Zitat aus den Werken des Tacitus.

## Romani

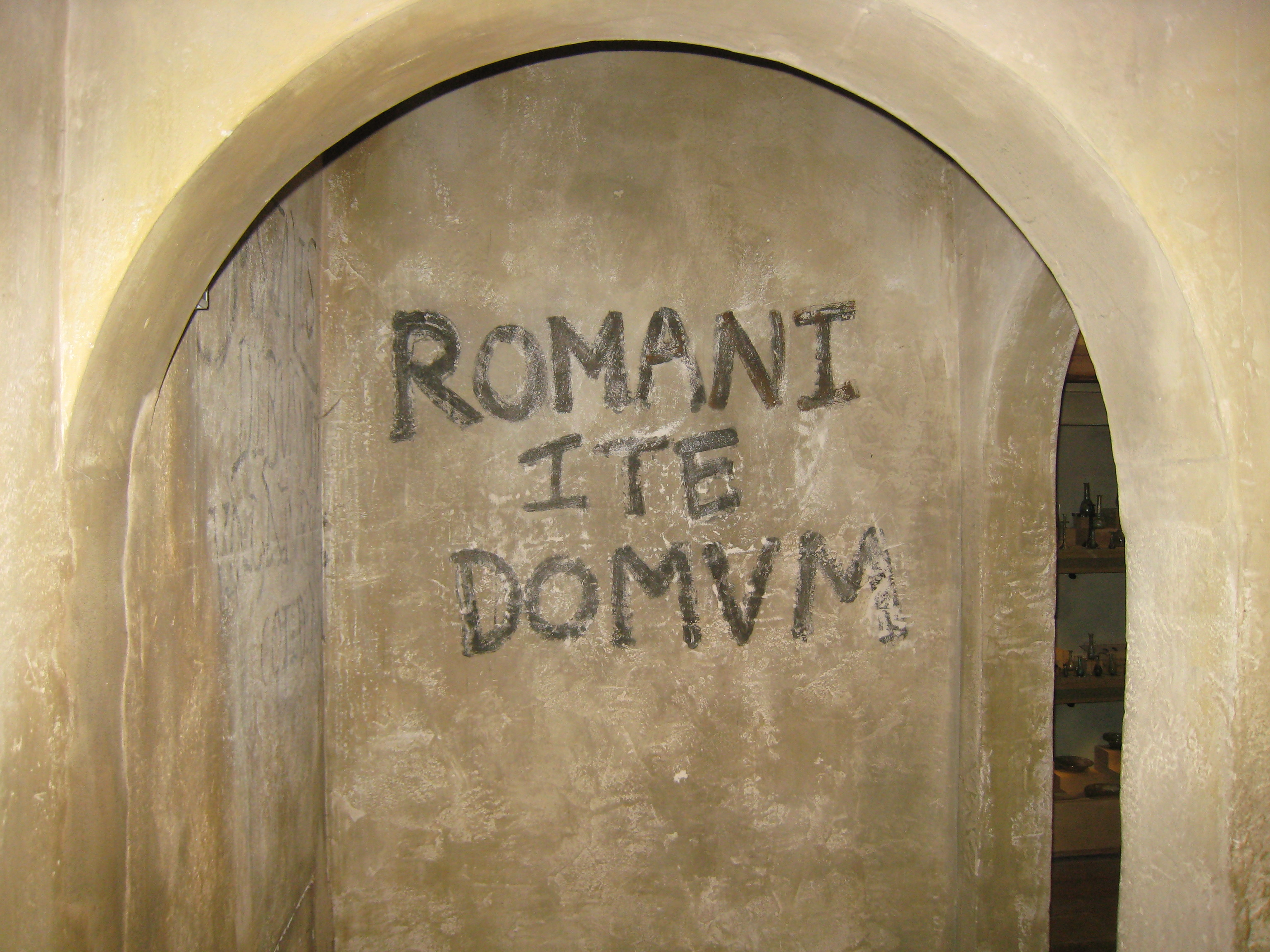
Romani ite domum an einer Rekonstruktion einer römischen Siedlung in Großbritannien im Hull and East Riding Museum

Romani ite domum.
„Römer, geht nach Hause!“ – In Monty Pythons Film Das Leben des Brian von Brian von Nazareth auf Befehl eines oberlehrerhaften Centurios zur Strafe einhundertmal auf die Mauern des Statthalter-Palastes geschrieben, nachdem er in falschem Latein Romanes eunt domus („Romanes gehen das Haus“, dabei ist „Romanes“ ein falscher Plural für „Römer“) geschrieben hatte; eine Anspielung auf den Slogan „Ami – go home!“.
Obwohl eine Deutung angesichts des völlig fehlerhaften Lateins eigentlich keinen Sinn ergibt, wird Romanes im englischen Original als “People called Romanes” übersetzt (vollständig “People called Romanes they go the house.”) – sicherlich im Bestreben, den fehlerhaften Satz verständlich zu machen –, gemeint ist aber „Römer“, wie Brian selbst bestätigt. Zu beachten ist hier, dass Monty Python auch die Autoren des Films waren. In der deutschen Synchronisation wurde daraus „Menschen, genannt Romanes“ (vollständig „Menschen, genannt Romanes, gehen das Haus.“). Auf verschiedenen Webseiten findet sich auch die Abwandlung „Menschen, die Romanes heißen“.

## Romanus

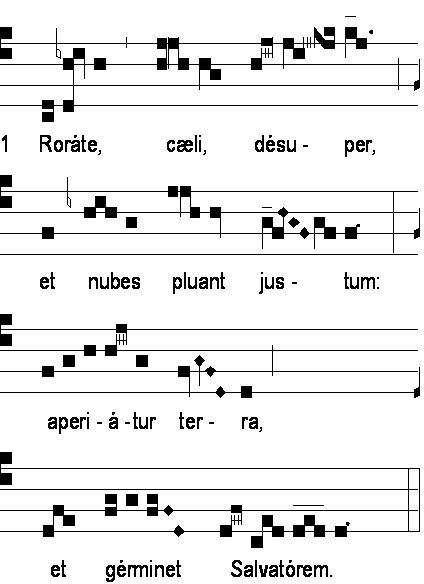
Rorate caeli, der gregorianische Introitus

Romanus sedendo vincit.
„Der Römer siegt im Sitzen.“ – Varro, Res rusticae, 1,2,2.

## Rorate
Rorate
„Tauet!“ – Rorate ist die Bezeichnung für Morgenmessen während der Adventszeit nach dem Anfangswort des Eröffnungsverses dieser Messen: „Rorate caeli desuper et nubes pluant iustum“ (Jesaja 45, 8; deutsch „Tauet, ihr Himmel, von oben den Gerechten und, ihr Wolken, regnet ihn herab!“). Mit der Nachdichtung Tauet, Himmel, den Gerechten beginnt ein häufig gesungenes Kirchenlied der Adventszeit.

## Rore
Rore vivit sicut cicada.
„Er lebt vom Tau wie die Zikade.“: Nach der Meinung der Antike lebten die Zikaden von Tau.

## Rosa
Rosa de spinis floret.
„Eine Rose blüht zwischen Dornen.“ – Zitat aus den Schriften des Kirchenlehrers Hieronymus.
Rosa rubicundior
„Röter als die Rose“ – Aus den Carmina Burana (20. Veni, veni, venias):
Rosa rubicundior,

lilio candidior,

omnibus formosior,

semper in te glorior.
Röter als die Rose,

weißer als die Lilie,

schöner als alle,

stets erwerbe ich Ruhm durch dich.

## Ruinis

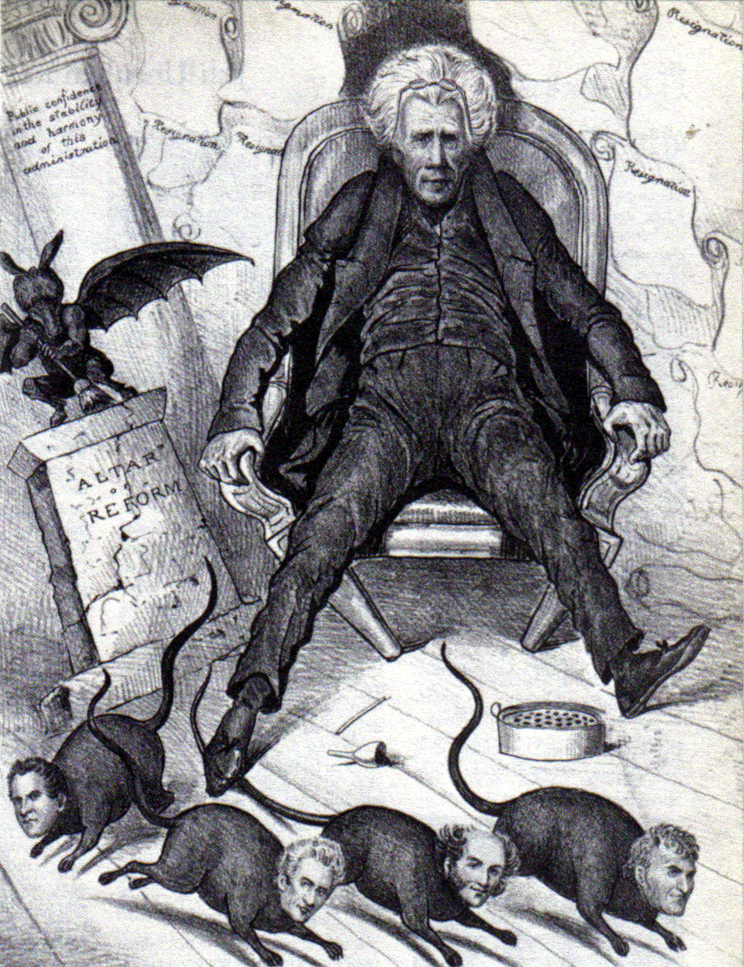
„Die Ratten verlassen das sinkende Schiff“ – Karikatur zu Andrew Jacksons Handelspolitik, 1833

Ruinis imminentibus musculi praemigrant.
„Bei drohendem Einsturz wandern als Erste die Mäuschen weg.“ – Plinius der Ältere, Naturalis Historia 8,103.
Entspricht dem deutschen Sprichwort „Die Ratten verlassen das sinkende Schiff“.

## Rumores
Rumores fuge.
„Meide Gerüchte!“ – Das vollständige Zitat aus den Disticha Catonis (1.12) lautet folgendermaßen:
„Rumores fuge, ne incipias novus auctor haberi;
nam nulli tacuisse nocet, nocet esse locutum.“
„Meide Gerüchte, damit man dich nicht für ihren Erfinder hält;
denn es schadet keinem, geschwiegen zu haben; es schadet, gesprochen zu haben.“

## Rus
Rus in urbe
„Land in der Stadt“ – Der römische Dichter Martial preist Sparsus wegen seines Lebens in einem hoch gelegenen Haus in ruhiger und idyllischer Umgebung: rus in urbe (Epigramme 12,57,21) habe er sich geschaffen. Einen solchen Traum vom ländlichen Wohnen in der Stadt findet man zum Beispiel verwirklicht im sog. „Haus des Octavius Quartio“ (II 2.2) in Pompeji.

## Rustica
Rustica gens semper sequitur sua iura libenter.
„Das bäuerliche Geschlecht folgt gern seinen eigenen Gesetzen.“ Sprichwort in Form eines Hexameters.